# Bakung (Bakung)
Bakung is een bestuurslaag in het regentschap Blitar van de provincie Oost-Java, Indonesië. Bakung telt 1452 inwoners (volkstelling 2010).